# آلفردو مارتینلی
آلفردو مارتینلی (ایتالیایی: Alfredo Martinelli؛ ۷ مارس ۱۸۹۹ – ۱۱ نوامبر ۱۹۶۸) یک بازیگر اهل ایتالیا بود.
از فیلم‌هایی که وی در آن نقش داشته‌است، می‌توان به زن زناکار، رستاخیز، فانوس شیطان، آخرین روزهای پمپئی، وجوه عشق، معشوقه پنهانی، کاروان اسب‌سواران آتشین، نغمه‌های جاویدان و میخانه سرخ اشاره کرد.